# Wilhelm Klingenberg (Bauingenieur)
Wilhelm Klingenberg (* 19. Februar 1899 in Hannover; † 16. November 1981 in Bonn) war ein deutscher Bauingenieur.

## Leben
Wilhelm Klingenberg wuchs in Hannover auf und studierte an der Technischen Hochschule Hannover Bauingenieurwesen. Anfang der 1920er promovierte er bei Robert Otzen am Lehrstuhl für Eisenbau und Statik.
Nach dem Studium war er in der Bauindustrie tätig, anfangs bei der Brückenbauabteilung der Gutehoffnungshütte in (Oberhausen-)Sterkrade. 1923 folgte eine Anstellung als Statiker und später als Oberingenieur bei der Deutschen Zollbau-Lizenz-Gesellschaft, die die Konstruktion des gewölbten Lamellendachs von Friedrich Zollinger vermarktete. 1928 ging Klingenberg schließlich als Abteilungsleiter der Stahlbaubetriebe zur Hugo Junkers GmbH. Später wurde er dort stellvertretender Geschäftsführer und befasste sich vor allem mit weitgespannten Stahlhallenkonstruktionen.
Nach dem Zweiten Weltkrieg arbeitete Klingenberg in der öffentlichen Bauverwaltung. In der Straßenbaudirektion Hannover war er zuständig für den Wiederaufbau von Straßenbrücken. Im Jahr 1948 wurde Klingenberg dann Referent für Brückenbau in der Hauptverwaltung Straßen in der Bizone; schon damals förderte er systematisch den Bau von Straßenbrücken in Stahlverbundbauweise. In der Nachfolgebehörde, dem Bundesverkehrsministerium, folgte 1951 seine Beförderung zum Ministerialrat und 1962 zum Ministerialdirigent. Während seiner Amtszeit, die bis 1964 dauerte, vertrat der die Interessen des Bundes bei einer Vielzahl von Großbrückenprojekten, wie beispielsweise bei der Fehmarnsundbrücke, der Hangbrücke Krahnenberg oder der Rheinbrücke Emmerich.